# Захава Борис Євгенович
Бори́с Євге́нович Заха́ва (12 травня 1896, Павлоград — 12 листопада 1976, Москва) — російський і радянський театральний актор, режисер, педагог, театрознавець. Лауреат Сталінської премії другого ступеня (1952), доктор мистецтвознавства (1964), професор, Народний артист СРСР (1967). Нагороджений орденами і медалями.

## Біографія
Борис Захава народився в Павлограді Катеринославської губернії в сім'ї представника знаменитої династії тульських зброярів. Його батьки захоплювалися театром, брали участь в аматорських драматичних виставах, п'ятирічний хлопчик брав участь у родинних концертах. Навчався в Павлоградській казенній класичній гімназії, а потім вступив до кадетського корпусу у місті Орел. У 1910 році був прийнятий в 3-й Московський кадетський корпус. Переглянув всі вистави в Великому і Малому театрах, ходив в театри Корша і Незлобіна, але найяскравіші враження пережив на виставах Московського художнього театру. Грав Наполеона в аматорському спектаклі «Не в силі Бог, а в правді».
Вступив в Комерційний інститут, але, мріючи про театр, записався до студентської театральної студії (в подальшому Мансуровської — за назвою провулку, де вона розташовувалася), художнім керівником якої був призначений артист і режисер 1-й Студії МХТ Є. Б. Вахтангов. 26 березня 1914 року була зіграна п'єса Б. Зайцева «Садиба Ланіних» (Захава грав студента Євгена) — вистава провалилася. З 10 (23) жовтня 1914 року (перша лекція Вахтангова) почалися систематичні заняття. Самодіяльний гурток став театральною школою, пізніше цей день буде вважатися днем заснування Театрального училища імені Б. В. Щукіна при Театрі ім. Є. Вахтангова.
У 1918 році Вахтангов доручив Захаві та Ю. Завадському вести заняття в так званій Мамоновській студії, вирішивши по режисерському малюнку вже поставленої їм вистави в 1-й Студії, здійснити постановку «Потопу» Х. Бергера зі студентами. Через його хворобу виставу ставив Олексій Дикий, Захава грав Чарлі. Як дипломний спектакль Вахтангов поставив «Чудо Святого Антонія» Моріса Метерлінка (1918), в 1920 році відновив цю роботу, доручивши її Завадському. Захава грав Доктора зі «стовідсотковою акторською вірою в правду вимислу». Першою роботою Захави — учня режисерського класу Вахтангова, — був «Ювілей» А. П. Чехова. Після корекції майстра (грати не комедію, а водевіль) зменшився ігровий простір (залишилися всі мізансцени), дія придбала ексцентричний, гротесковий характер. 
Після смерті Вахтангова у 1922 році в 3-й Студії почалися суперечки. У 1923 році Захава випустив свій перший самостійний спектакль «Правда добре, а щастя краще» О. М. Островського, у якому відчувався вплив вахтанговської «Принцеси Турандот». У цьому ж році, після успішних гастролей 3-й Студії у Петрограді, трупа виїхала за кордон. У гастрольній афіші були зазначені «Принцеса Турандот» К. Ґоцці та «Чудо святого Антонія» в один вечір з «Весіллям» Чехова та «Правда добре, а щастя краще». В стокгольмській постановці «Принцеси Турандот» брав участь прем'єр Королівського театру Гесте Екман, він представляв артистів і перекладав. Після повернення в сезоні 1923—1924 роках В. І. Немирович-Данченко призначив Завадського одноосібним директором, але це не розрядило атмосферу в Студії.
«Вахтангівці» організували «Художній актив» — колективний орган керівництва театром, головою якого став Захава. За п'ять років були поставлені «Вірінея» Л. Сейфулліної, «Разлом» Б. Лавреньова, «Барсуки» (рос.) Л. Леонова, «На крові» С. Мстиславського, «Змова почуттів» Ю. Олеші. Немирович-Данченко мав намір об'єднати 2-у Студію з 3-ю, але вахтангівці відстояли свою самостійність: студія стала називатися Державною академічною Студією імені Євгенія Вахтангова.
Тоді ж Захава був прийнятий в трупу Театру ім. Вс. Мейерхольда, зберігши за собою ролі у виставах вахтанговскіх «Чудо Святого Антонія» (Доктор) і «Принцеса Турандот» (Тимур). У Мейерхольда, який одного разу назвав Захаву «біомеханічним актором», відіграв Восьмібратова в «Лісі» О. Островського, голову французької палати в «Д.Є.» за романом І. Еренбурга і Ван-Кампердаффа в п'єсі «Учитель Бубус» О. Файка. Прем'єра «Лісу» відбулася 19 січня 1924 року і мала грандіозний успіх. У «Д.Є.» цікавим було оформлення — вперше були використані рухомі стіни. Захаве пропонувалися дві ролі — голови французького парламенту та англійського лорда (від другої він відмовився). В «Учителі Бубусі» в основу виконання ролі великого європейського негоціанта Ван-Кампердаффа був покладений особливий прийом, який Мейєрхольд називав «передігрой». В результаті нескінченних мімічних пауз спектакль йшов у сповільненому ритмі, і удачею майстра його назвати важко.
У 1926 році Захава поставив спектакль «Борсуки» за романом Л. Леонова, задумавши його як народну трагедію і вимагаючи від акторів «правди внутрішнього почуття» (визначення Вахтангова). У п'єсі «Разлом» Б. Лавреньова (1927), поставленої А. Д. Поповим, чудово зіграв старого матроса Митрича. У 1931 році, спільно з І. М. Рапопортом, Захава поставив п'єсу «Безодня» Ю. Сльозкіна (художник М. Акімов). Подією театрального життя столиці стала постановка в 1932 році п'єси М. Горького «Єгор Буличов та інші» з Б. В. Щукіним у головній ролі. Згодом Захава ставив цю п'єсу ще чотири рази: двічі у Вірменії, в Болгарії і знов у Вахтанговському театрі у 1951 році з С. В. Лук'яновим в ролі Буличова. 25 листопада 1933 в театрі відбулася прем'єра п'єси Горького «Достигаєв та інші», 17 грудня 1939 — «Ревізора» М. В. Гоголя, де розкрився талант артистки Галини Пашкової. Готуючи постановку «Молодої гвардії» Г. Гракова за романом О. Фадєєва (1948), Захава ставив завдання «поетичною мовою розповісти про абсолютно конкретне, про єдине і неповторне». У 1950 році вийшла одна з визнаних його вистав «Перші радощі» за романом К. Федина.
Епіграфом до постановки «Гамлета» В. Шекспіра (1957) режисер поставив слова Ромена Роллана: «Вся драма — грізний обвинувальний акт проти життя. Але вся вона заряджена такою могутньою життєвою силою, що страждання переплавляються в радість і сама гіркота п'янить». Гамлета зіграв М. Ф. Астангов. У всіх своїх спектаклях Захава розвивав творчі пошуки Вахтангова. Одна з його великих акторських перемог — роль Кутузова у фільмі С. Ф. Бондарчука «Війна і мир» за романом Л. М. Толстого. 
Викладацьку діяльність Захава почав ще в 1918 році, в Школі-студії Вахтангова, а у 1925 році став її керівником. Викладав акторську і режисерську майстерність. Керував узбецькою студією в Москві (1927—1930), викладав в Інституті кінематографії (1937—1940), був завідувачем кафедри режисури в ГІТІСі (1944—1949). 
Помер Б. Є. Захава в Москві 12 листопада 1976 року, похований на Новодівичому кладовищі.

## Фільмографія
Режисер-постановник
- 1953: «Єгор Буличов та інші» (екранізація вистави театру ім. Євг. Вахтангова за однойменною п'єсою О. М. Горького, реж. фільму: Ю. Солнцева)
- 1962: «Хто винен?» (телеспектакль за однойменним романом О. І. Герцена, реж. фільму: Л. Ішімбаева)

Актор
- 1935—1936: «Бежин луг» (в першій версії втраченого фільму, батько Стьопка)
- 1965—1967: «Війна і мир» (Михайло Іларіонович Кутузов)

## Вшанування
Ім'ям свого видатного земляка, режисера, педагога і театрального діяча названо муніципальний Павлоградський драматичний театр ім. Б.Є. Захави.